# Florida City
Florida City ist eine Stadt im Miami-Dade County im US-Bundesstaat Florida. Das U.S. Census Bureau hat bei der Volkszählung 2020 eine Einwohnerzahl von 13.085 ermittelt. 

## Geographie
Florida City befindet sich etwa 40 km südwestlich von Miami und grenzt an die Stadt Homestead.

## Demographische Daten
Laut der Volkszählung 2010 verteilten sich die damaligen 11.245 Einwohner auf 3792 Haushalte. Die Bevölkerungsdichte lag bei 1354,8 Einw./km². 39,1 % der Bevölkerung bezeichneten sich als Weiße, 52,4 % als Afroamerikaner, 0,2 % als Indianer und 0,3 % als Asian Americans. 5,3 % gaben die Angehörigkeit zu einer anderen Ethnie und 2,6 % zu mehreren Ethnien an. 42,4 % der Bevölkerung bestand aus Hispanics oder Latinos.
Im Jahr 2010 lebten in 52,0 % aller Haushalte Kinder unter 18 Jahren sowie 20,0 % aller Haushalte Personen mit mindestens 65 Jahren. 74,8 % der Haushalte waren Familienhaushalte (bestehend aus verheirateten Paaren mit oder ohne Nachkommen bzw. einem Elternteil mit Nachkomme). Die durchschnittliche Größe eines Haushalts lag bei 3,38 Personen und die durchschnittliche Familiengröße bei 3,86 Personen.
38,8 % der Bevölkerung waren jünger als 20 Jahre, 29,4 % waren 20 bis 39 Jahre alt, 21,8 % waren 40 bis 59 Jahre alt und 10,0 % waren mindestens 60 Jahre alt. Das mittlere Alter betrug 27 Jahre. 47,5 % der Bevölkerung waren männlich und 52,5 % weiblich.
Das durchschnittliche Jahreseinkommen lag bei 25.434 $, dabei lebten 45,2 % der Bevölkerung unter der Armutsgrenze.
Im Jahr 2000 war Englisch die Muttersprache von 65,63 % der Bevölkerung, spanisch sprachen 28,33 % und 6,03 % sprachen haitianisch.

## Sehenswürdigkeiten
Am 14. August 1973 wurde das Florida Pioneer Museum in das National Register of Historic Places eingetragen.

## Verkehr
Durch Florida City führt der U.S. Highway 1 sowie die Florida State Road 997. Außerdem endet hier aus Richtung Norden die SR 821 (Homestead Extension of Florida’s Turnpike, mautpflichtig).

## Kriminalität
Die Kriminalitätsrate lag im Jahr 2010 mit 1.214 Punkten (US-Durchschnitt: 266 Punkte) im sehr hohen Bereich. Damit gilt Florida City als gefährlichste Stadt des Miami-Dade County. Es gab im Jahr 2010 95 Raubüberfälle, 210 Körperverletzungen, 244 Einbrüche, 917 Diebstähle und 52 Autodiebstähle.